# لاندویی ولفری
لاندویی ولفری (به انگلیسی: Llanddewi Velfrey) یک منطقهٔ مسکونی در بریتانیا است که در پمبروکشر واقع شده‌است.